# BMW R68

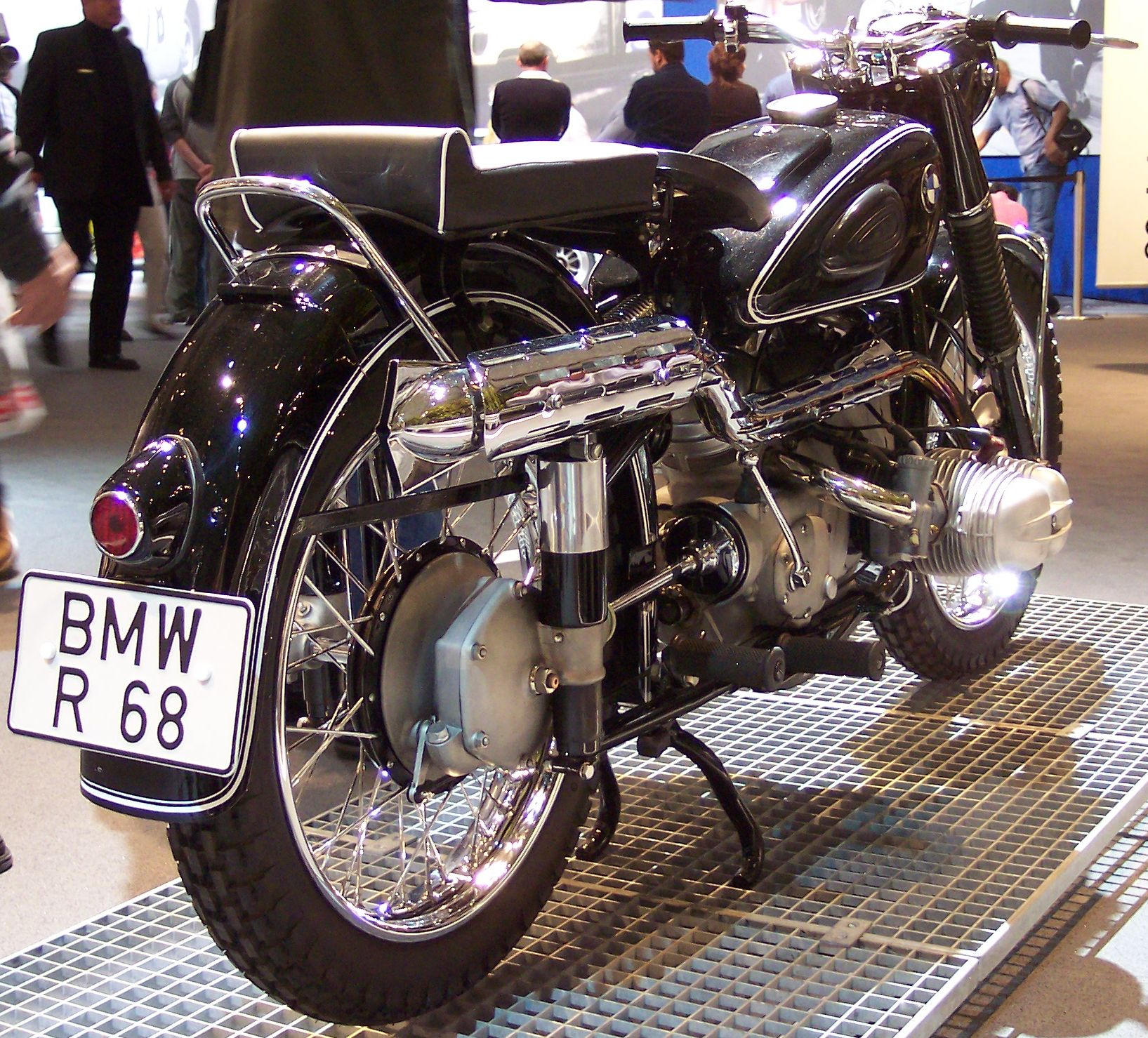
Aan het cardanhuis is goed te zien dat het kroonwiel nog aan de buitenkant ligt, met het rondsel aan de binnenkant

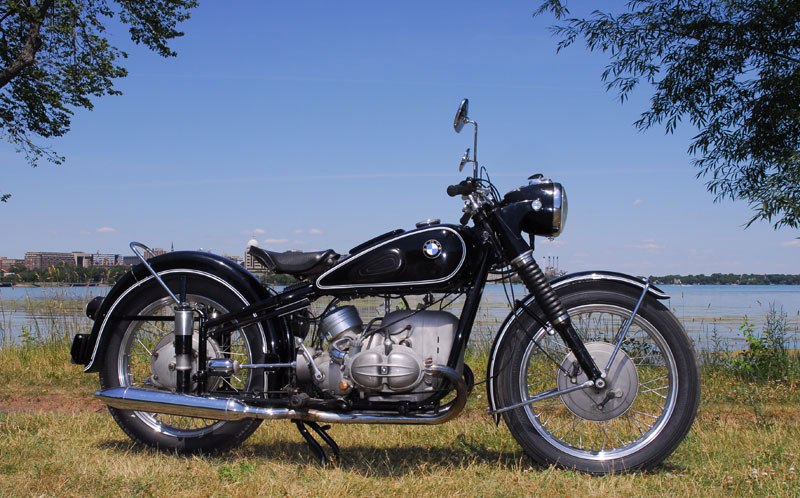
R 68 uit 1954

De BMW R 68 is een motorfiets van het merk BMW.

## Voorgeschiedenis
In 1951 bracht BMW een nieuw 600cc-model, de R 67 op de markt. Nog steeds werd het uit gelaste uit ovale pijp getrokken buisframe met plunjervering, halve naaf trommelremmen en een telescoopvork toegepast. Aan het frame zaten kogelkoppelingen voor zijspanmontage en daarmee samenhangend was er de speciale overbrengingsverhouding in de eindaandrijving leverbaar om meer trekkracht te realiseren bij zijspangebruik. Motor, versnellingsbak en cardanhuis waren van gegoten aluminium. De motor was met twee steekassen in het frame gehangen, de gelijkstroomdynamo zat op de voorzijde van de krukas. Aan de achterkant zat het zware vliegwiel met een kijkgat om de ontsteking af te stellen. Toch waren er flinke vernieuwingen uitgevoerd. De accuontsteking was vervangen door een magneetontsteking met een centrifugaalvervroeging, zodat de lastige handregeling was verdwenen. De twee kettingaangedreven nokkenassen waren weer vervangen door één enkel exemplaar, dat door tandwielen werd aangedreven. De motor vrijwel "vierkant" (boring × slag 72 × 73mm). De rubberen trillingsdemper in de cardanaandrijving kreeg, vanwege de centrifugaalkrachten, een verchroomde ring. In tegenstelling tot het zustermodel R 51/3 kreeg de R 67 nog geen volle naaf trommelremmen, die werden pas vanaf 1954 op de R 67/2 toegepast. De R 67 werd al in hetzelfde jaar opgevolgd door de R 67/2. De R 67/3 werd in 1955 op de markt gebracht als zijspancombinatie. Ten opzichte van de R 67 was de R 67/2 nauwelijks gewijzigd. Hij kreeg een hogere compressieverhouding (van 5,6 : 1 naar 6,5 : 1), waardoor het vermogen steeg van 26- naar 28 pk. In 1954 kreeg de machine volle naaf trommelremmen. In tegenstelling tot de R 51/3, die verschillende remmen voor en achter had, kreeg de R 67/2 voor en achter duplexremmen. Dat had mogelijk te maken met het voorziene zijspangebruik, waardoor er meer druk op het achterwiel komt en dit minder snel blokkeert. Van de R 67/2 werden tussen 1951 en 1954 4234 stuks geproduceerd. Tot aan het verschijnen van de R 68 was de R 67/2 de snelste Duitse toermotor. De R 68 was niet de opvolger van de R 67/2, maar werd als sportmotor parallel geleverd van 1952 tot 1956. De opvolger van de R 67/2 was de R 60 uit 1955.

## R 68
De R 67/2 was echter een toermotor, en men vond het kennelijk tijd om een sportmotor op de markt te brengen. Dat was eigenlijk ook wel tijd, want de BMW's stonden weliswaar bekend als betrouwbaar en degelijk, maar ze waren uitermate zwaar en het vermogen was met 28 pk niet opgewassen tegen de buitenlandse concurrentie. De laatste sportieve BMW dateerde van voor de oorlog (R 66). Daarom bracht men in 1952 de R 68 uit. Die had door nieuwe cilinders en cilinderkoppen toe te passen liefst 35 pk aan boord. De motor was weliswaar ontwikkeld uit de R 67/2, maar miste opmerkelijk genoeg de centrifugaalvervroeger op de ontsteking, waardoor het linker handvat nog steeds diende voor de handmatige vervroeging. Een lastig en moeilijk te bedienen systeem, dat bij onoordeelkundig gebruik tot motorschade kon leiden. Jammer genoeg veroorzaakte het gestegen vermogen geen grotere populariteit. Integendeel, het vooroorlogse rijwielgedeelte was helemaal niet opgewassen tegen zo veel pk's: de plunjervering achter kon het achterwiel niet aan de grond houden en de telescoopvork kon zijn taak evenmin aan. Er gebeurden zelfs ernstige ongelukken. Daarom werd de productie na slechts 1.453 exemplaren in 1956 al gestaakt. Dat was voor BMW begrippen nog best een lange tijd geweest, maar de motormarkt was aan het instorten in die periode. De R 68 was het laatste BMW model dat nog - naast de voetschakeling - een handschakelhendel op de versnellingsbak had. Het was ook het laatste model met een rechtsdraaiende cardanas, waarbij het kroonwiel van de eindaandrijving dus aan de buitenkant moest zitten. In 1955 kwam de R 69 als opvolger op de markt. Die was aan de voorkant voorzien van een Earles voorvork. Achter was de plunjervering vervangen door een swingarm, die bovendien was voorzien van een instelbare voorspanning.

### Technische gegevens
| Periode         | 1952-1956                              | 1952-1956                              | 1952-1956                              |
| Categorie       | sportmotor                             | sportmotor                             | sportmotor                             |
| Motortype       | kopklepmotor                           | kopklepmotor                           | kopklepmotor                           |
| Bouwwijze       | langsgeplaatste tweecilinderboxermotor | langsgeplaatste tweecilinderboxermotor | langsgeplaatste tweecilinderboxermotor |
| boring          | 72 mm                                  | 72 mm                                  | 72 mm                                  |
| slag            | 73 mm                                  | 73 mm                                  | 73 mm                                  |
| Cilinderinhoud  | 590 cc                                 | 590 cc                                 | 590 cc                                 |
| Max. Vermogen   | 26 kW/35 pk                            |                                        |                                        |
| Aandrijving     | Cardanaandrijving                      | Cardanaandrijving                      | Cardanaandrijving                      |
| Rijwielgedeelte | dubbel wiegframe, buisframe            | dubbel wiegframe, buisframe            | dubbel wiegframe, buisframe            |
| Voorganger      | R 66                                   | R 66                                   | R 66                                   |
| Opvolger        | R 69                                   | R 69                                   | R 69                                   |